# ژان-ماری لیه
ژان-ماری لیه (انگلیسی: Jean-Marie Léyé؛ ۱۹۳۲ – ۹ دسامبر ۲۰۱۴) سیاست‌مدار اهل وانواتو بود. وی از ۲ مارس ۱۹۹۴ تا ۲ مارس ۱۹۹۹ رئیس‌جمهور این کشور بود.
ژان-ماری لیه در ۹ دسامبر ۲۰۱۴، در سن ۸۲ سالگی درگذشت.